# Любеке
Любеке (на немски: Lübbecke) е град в северозападна Германия, част от окръг Минден-Любеке на провинция Северен Рейн-Вестфалия. Населението му е около 25 000 души (2015).
Разположен е на 110 метра надморска височина в Средноевропейската равнина, на 38 километра източно от Оснабрюк и на 77 километра западно от Хановер. Селището се споменава за пръв път през 775 година, а през 1279 година получава градски права.

## Известни личности
Родени в Любеке
- Анте Фолмер (р. 1943), политик